# Pinnen
Pinnen is het Nederlands-Nederlandse woord voor het met een persoonlijke betaalkaart en een pincode opnemen van geld bij een geldautomaat of daarmee elektronisch betalen bij een betaalautomaat. In Vlaanderen spreekt men bijvoorbeeld van met de (bank)kaart betalen of gebruikt men de merknaam Bancontact.
Het woord pinnen komt van de afkorting pin van persoonlijk identificatienummer (pincode), en van het daarnaar genoemde betaalkaartmerk PIN; dit was vroeger de enige aanbieder van betaalkaarten in Nederland, waardoor dit merk synoniem werd met de handeling. Dit merk bestaat niet meer sinds 2012 en pinnen is in werkelijkheid het gebruikmaken van een ander merk betaalkaart waarbij een pincode ingetoetst dient te worden. 
Inmiddels wordt ook contactloos betalen, waarbij juist geen pincode ingetoetst hoeft te worden, pinnen genoemd. In Nederland heeft het daarmee ongeveer de betekenis gekregen van direct betalen zonder chartaal geld.
Het woord pinnen is een begrip binnen Nederland geworden, maar is in Vlaanderen nooit algemeen gebruik geraakt. Geldopname aan een geldautomaat wordt in Nederland soms ook wel geld tappen of flappentappen genoemd.

## Geschiedenis in Nederland
Het zelfstandig geld opnemen binnen Nederland, via een online geldautomaat, is geïntroduceerd door de toenmalige Gemeentegiro (opgegaan in de ING) op 16 september 1976. Op 4 november 1985 deed minister Neelie Smit-Kroes de allereerste PIN-betaling in Nederland bij een benzinestation in Geldrop. Anno 2016 zijn er in Nederland ruim 8300 geldautomaten geïnstalleerd en zijn er ruim 26 miljoen debetkaarten met PIN uitgegeven. 
Het CBS heeft berekend dat inmiddels 98% van de Nederlanders een of meer debetkaarten heeft om zelfstandig geld te kunnen opnemen, per dag eenmaal bij hun 'eigen' bank en eenmaal bij een 'vreemde bank'. In 2007 waren er in totaal anderhalf miljard pintransacties. In 2009 waren er bijna 2 (1,945) miljard transacties. In 2016 kon in Nederland op circa 331.000 plekken met een debetkaart betaald worden. Uit de cijfers van Currence bleek toen dat het pinnen aan populariteit won. Omwille van deze evolutie werd in Nederland Chipknip, en in België Proton, die een alternatief voor pinnen waren bij kleine bedragen, uitgefaseerd ten voordele van betalingen met een debetkaart. In 2015 overtrof het totale aantal pinbetalingen in Nederland voor het eerst het aantal contante betalingen.

## Het pinnen bestaat uit

### In de winkel, markt enopenbaar vervoer

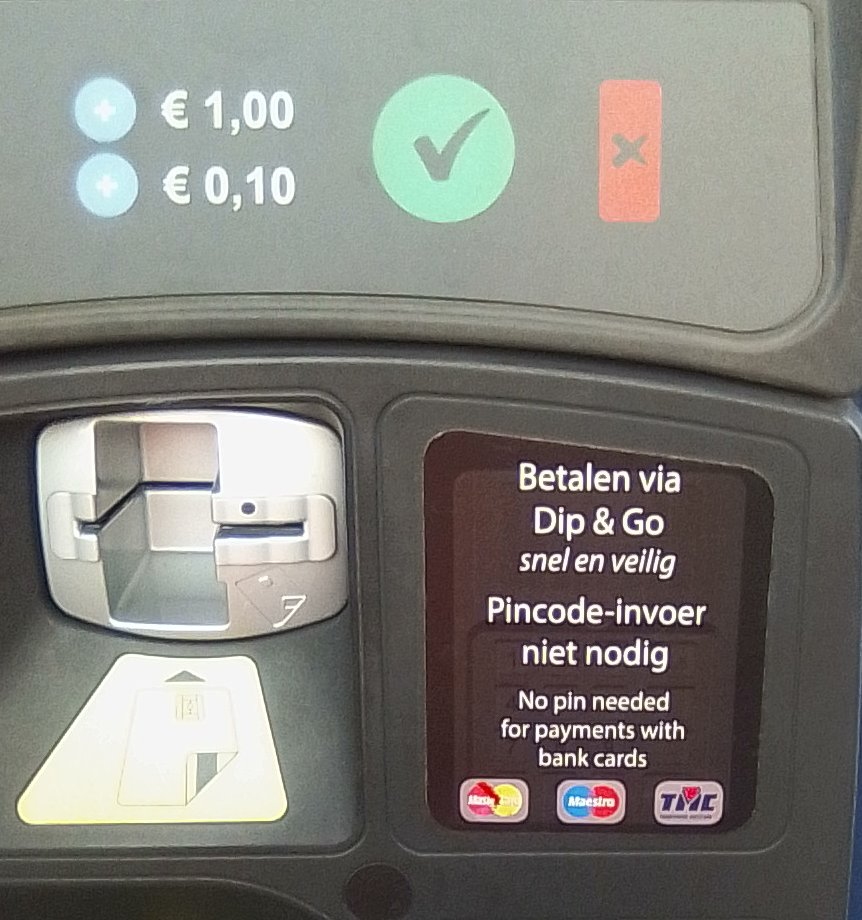
Bedieningspaneel van parkeerautomaat

1. Het invoeren van de bankpas met chip aan de bovenkant van de automaat
2. Te betalen bedrag verschijnt op het scherm.
3. Het intoetsen van de pincode
4. Bevestigen van het te betalen bedrag.

Bij kleine bedragen is het soms niet nodig een pincode in te voeren. Bij parkeerautomaten wordt dit "Dip & Go" genoemd.
- Of: contactloos betalen

### Voor een geldopname
1. Het invoeren van de bankpas met chip aan de bovenkant van de automaat
2. Het intoetsen van de pincode
3. Het kiezen of intoetsen van het op te nemen bedrag

Soms kan men ook kiezen in welke coupures het geld uit de automaat komt. Daarbij kan men meestal ook nog kiezen voor het wel of niet afdrukken van een transactiebon.